# Schwielochsee
Schwielochsee es un municipio situado en el distrito de Dahme-Bosque del Spree, en el estado federado de Brandeburgo (Alemania), a una altitud de 60 m s. n. m. (metros sobre el nivel del mar). Su población a finales de 2016 era de unos 1500 habs. y su densidad poblacional, 11 hab/km².